# Джозеф Джонстон
Джозеф Егглстон Джонстон (англ. Joseph Eggleston Johnston; 3 лютого 1807 — 21 березня 1891) — бригадний генерал армії США і генерал армії Конфедеративних Штатів Америки під час Громадянської війни. Джонстон командував північновірджинською армією на початку кампанії на півострові, але був поранений в битві при Севен-Пайнс і замінений на генерала Роберта Лі. Після одужання його відправили на допомогу обложеному Віксбергу, а в грудні 1863 він став командиром теннессійської армії і брав участь в битві за Атланту.

## Ранні роки
Джозеф народився в Лонгвуд-Хауз, маєтку поблизу Фармвілля в Вірджинському окрузі Принс-Едвард. Його батьками були суддя Петер Джонстон (1763—1831) і Мері Валентайн Вуд (1769—1825), племінниця губернатора Вірджинії, Патріка Генрі. Його назвали на честь майора Джозефа Егглстона, відомого Вірджинії політика і конгресмена, під командуванням якого його батько воював під час Війни за незалежність.
У липні 1825 року Джонстон вступив до військової академії Вест-Пойнт, де навчався на одному курсі з Робертом Лі і Теофілусом Холмсом. Він закінчив академію 13-м по успішності у випуску 1829 і був призначений в 4-й артилерійський полк у званні другого лейтенанта. Він служив у форті Коламбус і в форті Монро, а в 1832 році брав участь в «Війні Чорного Яструба», хоча фактично не брав участі в боях. У 1832—1833 роках він служив у гарнізоні Чарльстонської гавані під час Північнокаролінської «Нулліфікаціонної кризи», потім служив в гарнізонах форту Монро і форту Макон. У 1834—1836 роках перебував на топографічній службі.
31 липня 1836 року одержав звання першого лейтенанта.
З 22 лютого по 21 травня 1836 року Джонстон брав участь в семінольських війнах на посаді ад'ютанта генерала Скотта. 31 травня 1837 року Джонстон звільнився з армії і став цивільним інженером, проте 7 липня 1838 року повернувся на службу в званні першого лейтенанта корпусу інженерів-топографів. У той же день він отримав тимчасове звання капітана за хоробрість, проявлену в боях з індіанцями в 1836 році.
10 липня 1845 року Джонстон одружився в Балтіморі на Лідії Малліган Сімс МакЛейн (1822—1887), дочці Льюїса МакЛейна, президента залізничної кампанії «Baltimore and Ohio Railroad». Їхня родина не мала дітей.
У званні топографічного інженера Джонстон керував роботами на Чорній Ріці (1838—1839), і на кордоні з Техасом (1841). Працював на озері Ері (1841), в топографічному бюро у Вашингтоні (1841—1842), взяв участь у війні з індіанцями у Флориді з жовтня 1842 по квітень 1843, досліджував кордон між США і канадськими провінціями Британії в 1843 і 1844.

## Мексиканська війна
21 вересня 1846 року одержав звання капітана топографічної служби. Коли почалася війна з Мексикою, Джонстон брав участь в облозі Веракруса, вів розвідку в ході битви при Серро-Гордо, де був серйозно поранений. За хоробрість, виявлену під час рекогносцировок при Серро-Гордо Джонстон 12 квітня 1847 отримав тимчасове звання майора. Згодом він отримав постійне звання підполковника (датоване 9 квітня) і тимчасове звання полковника (датоване 12 квітня).
Джонстон брав участь в битві при Контрерас, в битві при Чурубуско, при Моліно-дель-Рей, в штурмі Чапультепека і в штурмі Мехіко, під час якого був поранений.
28 серпня 1848 року Джонстон відправлений у відставку в званні підполковника вольтижерів, але потім актом Конгресу відновлений в армії у званні капітана топографічної служби.
У 1855 році отримав звання полковника, а 28 червня 1860 року став квартирмейстером армії США в чині бригадного генерала.

## Громадянська війна
Коли в 1861 році його рідний штат Вірджинія вийшов зі складу США, Джонстон став найбільш високопоставленим офіцером, який подав у відставку і перейшов на бік Півдня.
На Півдні Джонстон почав кар'єру як генерал-майор добровольчої армії Вірджинії. Після приєднання вірджинських добровольців до армії Конфедерації Джонстон швидко просунувся по службових сходах. Протягом війни він послідовно очолював: армію Шенандоа, Потомакську Армію Конфедерації, округ Північна Вірджинія, Західний округ, армію Теннессі і округ Теннессі-Джорджія, округ Південна Кароліна-Джорджія-Флорида. Закінчив війну командувачем округом Північна Кароліна.
Полководницька зірка Джонстона зійшла в битві при Булл-Рані і не заходила до самого кінця війни. Джонстон яскраво проявив себе в битві в Семи Соснах, в якій отримав поранення і замінений Робертом Лі. Після одужання армія Теннессі під командуванням Джонстона безуспішно намагалася прийти на допомогу Джону Пембертону, що перебував в облозі Віксбурга Уліссом Грантом . Потім була спроба утримати форт Джексон на Міссісіппі. Там Джонстону перший раз протистояв Вільям Шерман.
Постійні невдачі армії Теннессі призвели до відставки командувача. Справи у його наступника Джона Худа виявилися ще гіршими. Шерман почав свій руйнівний (для Джорджії і обох Каролін) марш до моря, і Конгрес Конфедерації звернувся до Джонстона з проханням очолити відразу три військові округи.
На жаль для Півдня, людські ресурси були вже виснажені. Джонстон капітулював перед Шерманом 26 квітня 1865 року на станції Дерхем.

## Повоєнне життя
Після війни Джонстон оселився в Савані, штат Джорджія. Був президентом залізничної компанії в Арканзасі, а також займався страховим бізнесом. У 1877 повернувся в Ричмонд. У 1879—1881 роках був конгресменом від Демократичної партії. У 1887 році президент Гровер Клівленд призначив його на посаду Уповноваженого по залізницях, де він і прослужив до своєї смерті. Джонстон, як і Лі, ніколи не забував великодушності людини, якій вони здалися. Коли Шерман помер, Джонстон був одним з тих, хто ніс його труну на похоронах в Нью-Йорку 19 лютого 1891 року. Стояла холодна і дощова погода, але Джонстон в знак поваги йшов з непокритою головою. Коли його попросили надіти капелюх, побоюючись за його здоров'я, він відповів: «Якби я був на його місці, а він стояв би на моєму, він би не надів свого капелюха». В результаті він захворів на пневмонію і помер через кілька тижнів в Вашингтоні. Похований на меморіальному кладовищі в Балтиморі .